# Halling (Kent)
Halling is een civil parish in het bestuurlijke gebied Medway, in het Engelse graafschap Kent met 2821 inwoners.